# Maciej Radwański
Maciej Radwański (ur. 1 lipca 1978 w Sanoku) – polski hokeista. Syn Czesława i brat Michała, także hokeistów. 

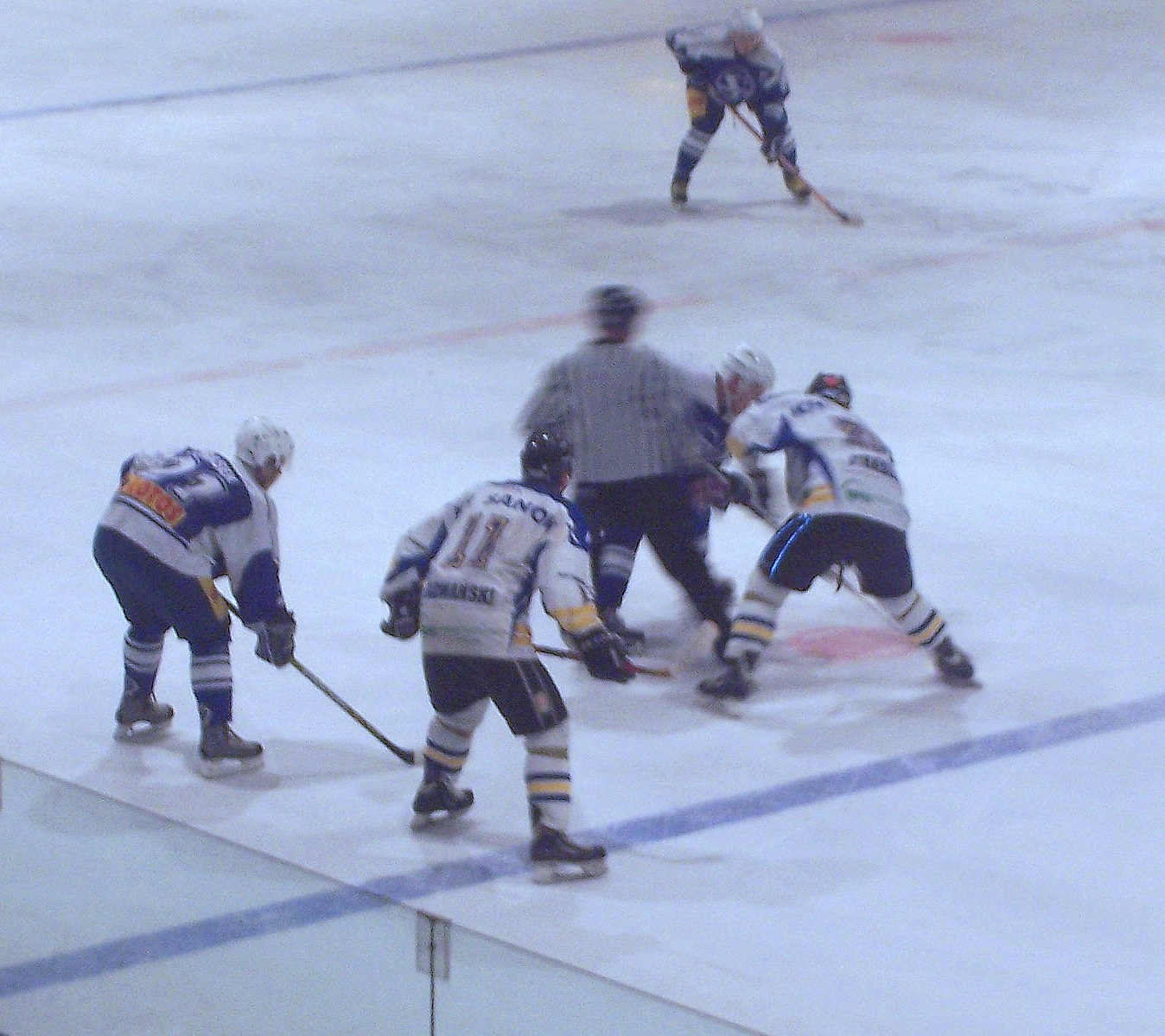
Maciej Radwański (na pierwszym planie z numerem 11) w barwach KH Sanok w ostatnim w historii meczu na lodowisku Torsan w Sanoku (21 marca 2006)

## Kariera
- STS Sanok (1994-1996)
- SMS PZHL Sosnowiec (1995/1996)
- Olimpia (1996-1997)
- STS Sanok (1997-1999)
- SKH Sanok (1999-2002)
- KTH Krynica (2002-2003)
- KH Sanok (2003-2006)
- TKH Toruń (2006)
- KH Sanok (2007/2008)

Hokej na lodzie trenował od trzeciej klasy szkolnej w klubie Stali Sanok, później rozwijał się w STS Sanok. Absolwent NLO SMS PZHL Sosnowiec z 1997. Wieloletni zawodnik późniejszych kontynuatorów sanockiego klubu, STS Sanok SKH Sanok i KH Sanok. W sezonie 2002/2003 był zawodnikiem KTH Krynica. W 2003 był krótkotrwale zawodnikiem Orlika Opole (wraz z nim inni sanoczanie Maciej Mermer, Marcin Niemiec). Po raz ostatni występował sezonie 2007/2008 po czym zakończył karierę zawodniczą.
Został reprezentantem Polski kadr: do lat 18 (wystąpił na turnieju mistrzostw Europy juniorów Grupy B w 1996), do lat 20 (wystąpił na turnieju mistrzostw świata juniorów Grupy A w 1997). Uczestniczył także w turnieju hokejowym na Zimowej Uniwersjadzie 2001.
W trakcie kariery określany pseudonimami Siwy.
W latach 90. podjął studia w filii Szkoły Głównej Handlowej w Rzeszowie. Podjął pracę w przedsiębiorstwie Besco z dziebą w Besku.

## Osiągnięcia
Klubowe
- Awans do ekstraligi: 2003 z Orlikiem Opole, 2004 z KH Sanok

Indywidualne
- Mistrzostwa Europy juniorów do lat 18 w hokeju na lodzie 1996#Grupa B:
  - Drugie miejsce w klasyfikacji strzelców turnieju: 8 goli
  - Piąte miejsce w klasyfikacji kanadyjskiej turnieju: 8 punktów[9]